# Paisatge cinegètic de cacera a Sjælland Septentrional
El Paisatge cinegètic de cacera a Sjælland Septentrional és un conjunt de vedats de caça i boscos al nord de Copenhaguen, que estan inscrits a la llista del Patrimoni de la Humanitat de la UNESCO des del 4 de juliol de 2015.
El paisatge es compon de tres àrees principals: Store Dyrehave, Gribskov i Jægersborg Dyrehave / Jægersborg Hegn.